# جهاز تنمية المشروعات المتوسطة والصغيرة ومتناهية الصغر (مصر)
جهاز تنمية المشروعات المتوسطة والصغيرة ومتناهية الصغر هو جهاز حكومي مصري ذو شخصية اعتبارية عامة كان يتبع وزارة الصناعة والتجارة أنشئ بموجب قرار رئيس مجلس الوزراء رقم 947 لسنة 2017 بهدف تنمية المشروعات المتوسطة والصغيرة ومتناهية الصغر وريادة الأعمال. ثم نقلت تبعيته إلى رئيس مجلس الوزراء بموجب قرار رئيس مجلس الوزراء رقم 2370 لسنة 2018.

## التشريعات المنظمة
- قرار رئيس مجلس الوزراء رقم 947 لسنة 2017.[4]
  - التعديلات:
    - قرار رئيس مجلس الوزراء رقم 2370 لسنة 2018.[5]
- قانون تنظيم نشاط التمويل متناهي الصغر رقم 141 لسنة 2014:[6]
  - التعديلات:
    - قانون رقم 201 لسنة 2020.[7]
- قانون تنمية المشروعات المتوسطة والصغيرة ومتناهية الصغر رقم 152 لسنة 2020.[8]
  - اللائحة التنفيذية:
    - قرار رئيس مجلس الوزراء رقم 654 لسنة 2021 بإصدار اللائحة التنفيذية للقانون رقم 201 لسنة 2020.[9]

## التاريخ
أنشئ الصندوق الاجتماعى للتنمية بالقرار الجمهورى رقم 40 لعام 1991 كشبكة أمان اجتماعى واقتصادى تسهم في محاربة البطالة والتخفيف من حدة الفقر وتعمل على تحسين مستويات المعيشة والإسراع في تحقيق التنمية الاقتصادية والاجتماعية الشاملة. وكُلف الصندوق الاجتماعى بمساندة المشروعات الصغيرة ومتناهية الصغر وبتقديم حزمة متكاملة من الخدمات المالية وغير المالية لها وبالتنسيق مع كل الأطراف المعنية بهذه المشروعات بهدف تبنى السياسات والتشريعات اللازمة لتطويرها بموجب قانون تنمية المشروعات الصغيرة رقم 141 لعام 2004.
ويعمل الصندوق الاجتماعى من خلال 31 مكتبا إقليميا تغطى كافة محافظات الجمهورية ملحق بمعظم هذه المكاتب مجمعات خدمات تعمل بنظام الشباك الواحد وتتيح للمتقدمين سرعة الحصول على القروض وإنهاء الأوراق المطلوبة والحصول على خدمات استخراج التراخيص والسجل التجارى والبطاقة الضريبية.
صدر قرار بدمجه مع مجلس تحديث الصناعة و مجلس التدريب الصناعى و مجلس الصناعة للتكنولوجيا و الابتكار
تحت اسم ( جهاز تنمية المشروعات المتوسطة و الصغيرة و متناهية الصغر ) ، وتم تعديل هذا القرار لاحقا بتبعية جهاز تنمية المشروعات المتوسطة والصغيرة ومتناهية الصغر الى مجلس الوزراء

## مجالات العمل
- تعبئة الموارد الفنية والمالية المحلية والدولية لتحقيق التنمية الاقتصادية والاجتماعية الشاملة.
- تقديم الخدمات المالية وغير المالية المتطورة لدعم المشروعات الصغيرة ونموها وتطورها.
- تمويل المشروعات التي تتيح فرص العمل وتحسن البنية الأساسية والمجتمعية.
- تشجيع نشر فكر العمل الحر وربط الصناعات الكبيرة بالمشروعات والصناعات الصغيرة.

## الأهداف
- تنمية وتمويل المشروعات الصغيرة ومتناهية الصغر.
- تحسين مستويات المعيشة بالمناطق المستهدفة.
- المساهمة في إيجاد فرص عمل للحد من مشكلة البطالة خاصة بين الشباب والمرأة.
- العمل على التخفيف من حدة الفقر.

## الفئات المستهدفة
- شباب الخريجين من أصحاب المؤهلات العليا والمتوسطة وفوق المتوسطة.
- أصحاب الخبرة والقادرون على إدارة المشروعات الصغيرة من المهنيين والحرفيين.
- أصحاب المشروعات الصغيرة والحرفية القائمة والراغبون في تطوير مشروعاتهم.
- الفئات المهمشة وذوى الاحتياجات الخاصة.

## رؤساء الجهاز
- نيفين جامع حتى 31/12/2022
- باسل رحمي من 01/01/2023.[10]

## وصلات خارجية
- الموقع الرسمي للجهاز.
- الصفحة الرسمية للجهاز على موقع فيس بوك.
- منصة المشروعات الصغيرة.